# GREFFEM
GREFFEM (Grêmio Recreativo e Esportivo dos Funcionários da Fábrica de Estruturas Metálicas) é uma agremiação esportiva de Volta Redonda fundada a 26 de junho de 1986. A fábrica é vinculada à CSN.

## História
Foi protagonista em sua história apenas uma única vez do futebol profissional. Ao substituir o Guarani, disputou o Campeonato Estadual da Segunda Divisão de Profissionais do Rio de Janeiro, em 1992, na prática a terceira, quando não conseguiu passar da primeira fase. O time ficou em último no Grupo "A" atrás de Colégio Futebol Clube, Tamoio Futebol Clube, Monte D'Ouro Futebol Clube, Porto Real Country Club e Esporte Clube Siderantim. Se classificaram apenas os três primeiros à fase seguinte.
Disputou, em 1993, a IV Copa Vale do Paraíba, promovida pela Liga de Desportos de Volta Redonda, chegando à segunda fase do certame e ficando eliminado da semifinal.
Mandava as suas partidas no estádio Raulino de Oliveira, do Volta Redonda Futebol Clube.

## Fonte
- VIANA, Eduardo. Implantação do futebol Profissional no Estado do Rio de Janeiro. Rio de Janeiro: Editora Cátedra, s/d.